# Leioproctus tarsalis
Leioproctus tarsalis är en biart som först beskrevs av Rayment 1959.  Leioproctus tarsalis ingår i släktet Leioproctus och familjen korttungebin. Inga underarter finns listade i Catalogue of Life.

## Bildgalleri

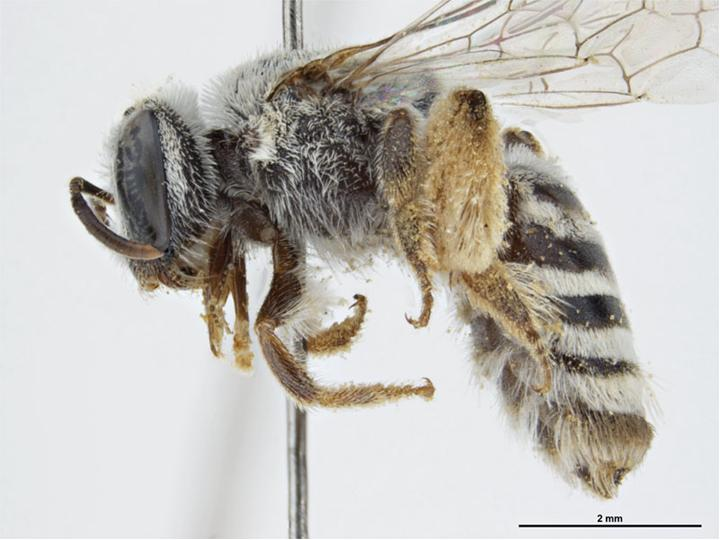
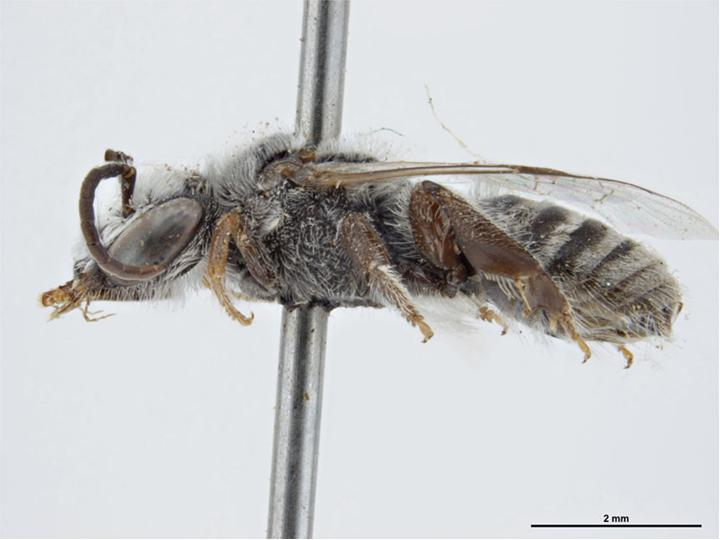